# Santia longisetae
Santia longisetae is een pissebed uit de familie Santiidae. De wetenschappelijke naam van de soort is voor het eerst geldig gepubliceerd in 2003 door Brian Frederick Kensley.